# The Rose Tattoo
The Rose Tattoo is een Amerikaanse film uit 1955 geregisseerd door Daniel Mann. De hoofdrollen worden gespeeld door Anna Magnani en Burt Lancaster. De film is gebaseerd op het gelijknamige toneelstuk van Tennessee Williams.
De film werd genomineerd voor acht Oscars, waaronder de Oscar voor beste film. De film wist uiteindelijk drie nominaties te verzilveren.

## Rolverdeling
| Acteur             | Personage            |
| ------------------ | -------------------- |
| Anna Magnani       | Serafina Delle Rose  |
| Burt Lancaster     | Alvaro Mangiacavallo |
| Marisa Pavan       | Rosa Delle Rose      |
| Ben Cooper         | Seaman Jack Hunter   |
| Virginia Grey      | Estelle Hohengarten  |
| Jo Van Fleet       | Bessie               |
| Sandro Giglio      | Father De Leo        |
| Mimi Aguglia       | Assunta              |
| Florence Sundstrom | Flora                |

## Prijzen en nominaties
| Jaar | Prijs          | Categorie                | Genomineerde(n)                                    | Uitslag     |
| ---- | -------------- | ------------------------ | -------------------------------------------------- | ----------- |
| 1955 | Academy Awards | Beste film               | Beste film                                         | Genomineerd |
| 1955 | Academy Awards | Beste actrice            | Anna Magnani                                       | Gewonnen    |
| 1955 | Academy Awards | Beste vrouwelijke bijrol | Marisa Pavan                                       | Genomineerd |
| 1955 | Academy Awards | Beste productieontwerp   | Hal Pereira, Tambi Larsen, Sam Comer, Arthur Krams | Gewonnen    |
| 1955 | Academy Awards | Beste camerawerk         | James Wong Howe                                    | Gewonnen    |
| 1955 | Academy Awards | Beste kostuumontwerp     | Edith Head                                         | Genomineerd |
| 1955 | Academy Awards | Beste montage            | Warren Low                                         | Genomineerd |
| 1955 | Academy Awards | Beste originele muziek   | Alex North                                         | Genomineerd |